# Голод Темпо
Голод Темпо (яп. 天保の飢饉, てんぽうのききん, тенпо но кікін) — великий голод в Японії, що тривав з 1833 по 1837 роки. Названий за девізом Імператорського правління «Темпо» (1830 — 1844). Разом із «голодом Кьохо» (1732) та «голодом Теммей» (1781—1789) відносяться до трьох найбільших голодів періоду Едо.

## Короткі відомості
Весна і літо 1833 року в Японії були дуже холодними. Через це в регіонах Тохоку та північному Канто був неврожай, який спричинив великий голод. Ціни на рис різко зросли, що вдарило по сільській та міській бідноті. Незважаючи на намагання сьоґунату та ханів зазначених регіонів рятувати населення, десятки тисяч людей загинули. В усіх регіонах країни простолюд нападав на купців та руйнував крамниці торговців, які спекулювали на збіжжі. У зв'язку з цим ряд північнояпонських ханів заборонили продавати рис іншим ханам і стали активно скуповувати рис у центральнояпонських сусідів.
Літо 1834 і 1835 років виявилося відносно сприятливим для рисівництва, проте через значну втрату робочої сили під час голоду 1833 року, виготовити необхідну кількість рису та сільськогосподарської продукції не вдалося. За умов нестачі робітників та низької продуктивності виробництва рису Японію знову вразило похолодання 1836 року. Врожаї були мізерними, тому почався новий голод. У містах зросли ціни на рис. Вони, у свою чергу, спричинили підняття цін на промислові товари, що перестали вироблятися під час голоду. Така ситуація вкотре змусила населення громити лавки і комори спекулянтів. Рівень злочинності в країні стрімко зріс. Особливо великі заворушення мали місце у провінціях Кай та Мікава.
Безсилля сьоґунату і ханів, яке виявилося під час голоду, спричинило радикалізацію суспільства. Самураї, які вважалися опорою режиму, стали критикувати центральний уряд. Найбільшим самурайським виступом стало повстання Ошіо Хейхачіро 1837 року. Одночасно з цим стався інцидент довкола американського корабля «Моррісон». Голод, повстання і прибуття іноземців похитнули довіру населення до сьоґунату. З метою відновити свій престиж, останній вдався до реформ Темпо.
Загалом в ході голоду 1833 — 1837 років по всій Японії загинуло близько 1,2 млн осіб.